# Rychvald

Flagge von Rychvald

Rychvald (deutsch Reichwaldau, polnisch Rychwałd) ist eine Stadt mit 7.572 Einwohnern in Tschechien. Sie liegt an der nordöstlichen Stadtgrenze von Ostrava in 220 m ü. M. und gehört dem Okres Karviná an. Die Katasterfläche beträgt 1703 ha.

## Geographie
Die Stadt befindet sich am rechten Ufer der Stružka in einer Teichlandschaft in Mährisch-Schlesien in der Ostrauer Pfanne. Sie gehört zur Metropolregion Ostrava. Nachbarorte sind die Ostrauer Stadtteile Michálkovice und Heřmanice im Südwesten. Im Norden schließt sich Záblatí und Bohumín an, im Osten Lutyně, Poruba und Orlová und im Süden Podlesí und Dvorek.

## Geschichte
Die erste Erwähnung von Reichwaldau im Herzogtum Teschen stammt aus der Zehntliste des Bistums Breslau vom Jahre 1305.
1577 ließ der Besitzer der Herrschaft Bernard Barsky von Barště das Schloss Starý Dvůr errichten. 1595 entstand die Kirche der Hl. Anna.
Bis zum 19. Jahrhundert war Reichwaldau ein reines Bauerndorf, das sich durch den Steinkohlenbergbau in der Umgebung zu einer Bergarbeitersiedlung wandelte.
In der zweiten Hälfte des 19. Jahrhunderts erfolgte ein Umbau des Schlosses.
Nach dem Zusammenbruch der k.k.-Monarchie wurde Reichwaldau 1918 bei der Aufteilung des Teschener Landes Polen zugesprochen und nach der Beendigung des Polnisch-Tschechoslowakischen Grenzkrieges kam der Ort 1920 zur Tschechoslowakei. Nach dem Münchner Abkommen besetzte am 11. Oktober 1938 die polnische Armee Rychvald. Am 1. September 1939 folgte die Wehrmacht und bis zum 1. Mai 1945 gehörte Reichwaldau völkerrechtswidrig zum deutschen Landkreis Teschen.
1945 wurde der Schlossherr Georg Starhemberg enteignet. Seit 1985 ist Rychvald eine Stadt.
Das Schloss Rychvald wurde mittlerweile saniert.

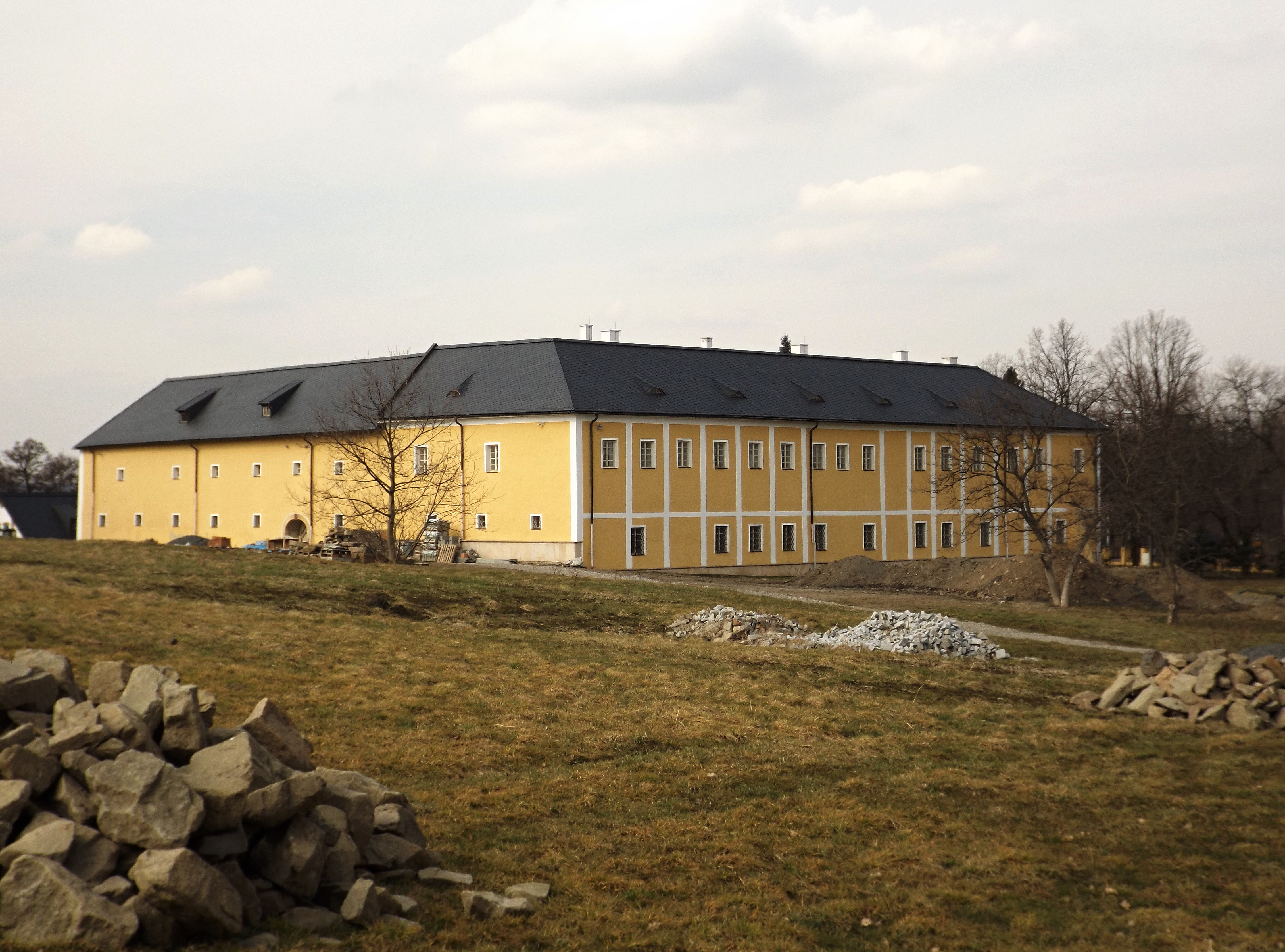
Schloss Rychvald (Reichwaldau)

## Stadtgliederung
Zu Rychvald gehören die Ortslagen Dvorek, Jarošovice und Podlesí.